# Palmadusta artuffeli
Palmadusta artuffeli is een slakkensoort uit de familie van de Cypraeidae. De wetenschappelijke naam van de soort is voor het eerst geldig gepubliceerd in 1876 door Jousseaume.